# Dobryna (przystanek kolejowy)
Dobryna (biał. Добрына, ros. Добрино) – przystanek kolejowy w pobliżu miejscowości Dobryna, w rejonie szumilińskim, w obwodzie witebskim, na Białorusi. Położony jest na linii Witebsk - Połock.